# هاري سفينسون
هاري سفينسون (11 يونيو 1945 - ) هو لاعب كرة قدم سويدي في مركز الوسط. شارك مع منتخب السويد لكرة القدم. أما مع النوادي، فقد لعب مع نادي غوتبورغ ونادي يورغوردينس ونادي فيستيروس ‏.

## وصلات خارجية
- هاري سفينسون على موقع قاعدة بيانات كرة القدم.إي يو (الإنجليزية)
- هاري سفينسون على موقع ناشيونال فوتبول تيمز (الإنجليزية)